# شهرستان کریگ (ویرجینیا)
شهرستان کریگ، ویرجینیا (به انگلیسی: Craig County, Virginia) یک سکونتگاه مسکونی در ایالات متحده آمریکا است که در ویرجینیا واقع شده‌است.

## خصوصیات
شهرستان کریگ ۸۵۷٫۲۹ کیلومترمربع مساحت دارد.